# Angelo del Signore

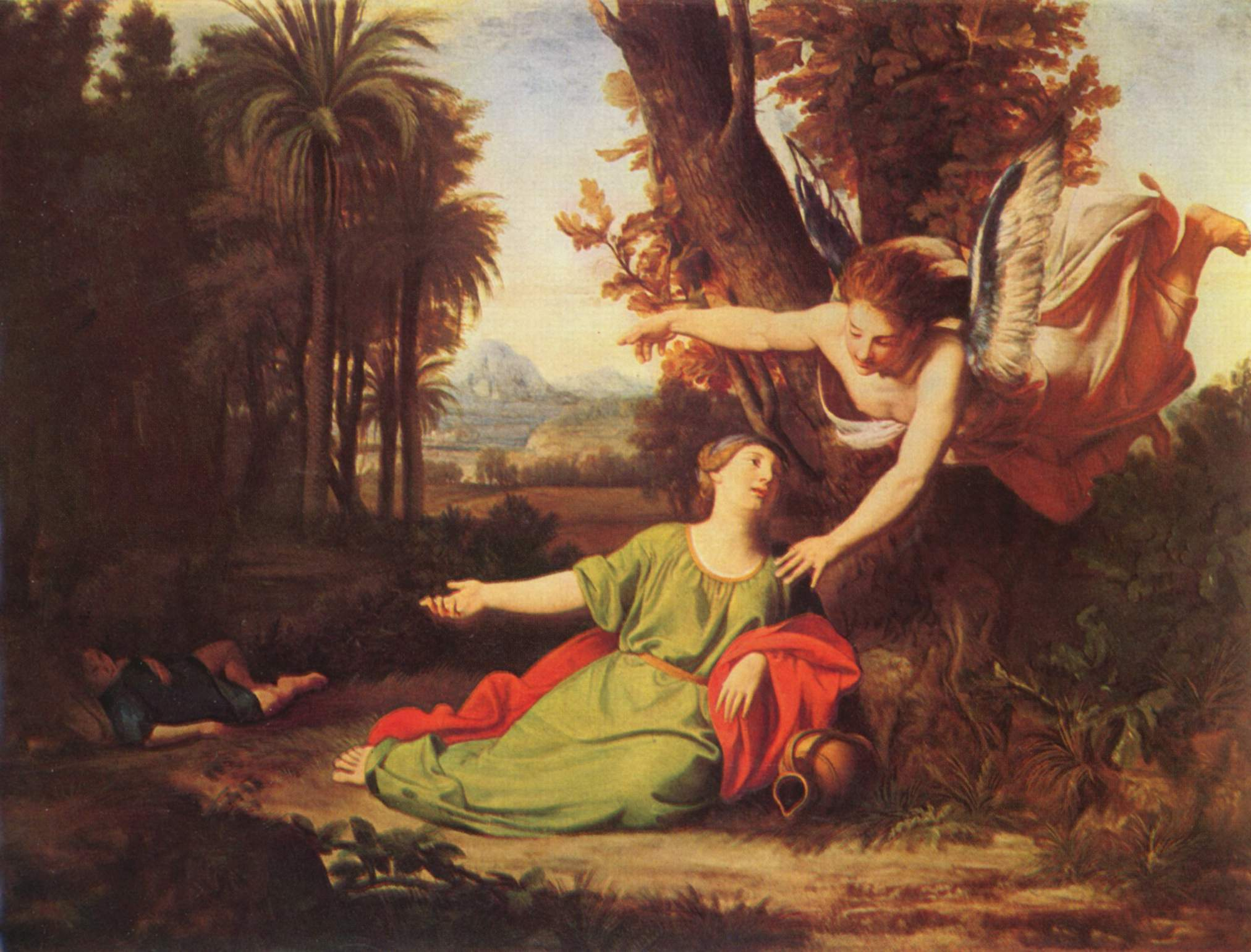
L'angelo del Signore appare ad Agar nel deserto. Quadro di Nicolas Colombel (1644-1717)

Angelo del Signore è un'espressione molto comune nell'Antico Testamento per precisare il significato della parola "angelo", che in ebraico (מלאך malak) significa soltanto "messaggero".

## La parola "angelo" nell'Antico Testamento
Nell'Antico Testamento la parola "angelo" (malak) significa soltanto "messaggero". Essa, infatti, compare 214 volte, di cui ben 103 indicano messaggeri solo umani. Fra i 113 usi per indicare un messaggero celeste 65 compaiono nella formula "מַלְאָךְ יהוה" (malak YHWH), cioè "messaggero di Yahweh", che viene normalmente tradotta con "angelo del Signore". Tale uso compare già nella traduzione greca della Septuaginta (ἄγγελος Κυρίου, angelos Kyriou) per evitare circostanze che costringano a pronunciare l'ineffabile Tetragramma biblico. Allo stesso scopo la vocalizzazione masoretica del tetragramma suggerisce "Adonai" ("Signore" in ebraico).
In altri 12 casi la parola malak compare nell'espressione "angelo/messaggero di Dio" (in ebraico: mal'akh 'Elohim), da intendersi equivalente ad "angelo del Signore", come appare dal cap. 13 dei Giudici, in cui le due espressioni indicano uno stesso essere celeste (Giudici 13:2-22). In altri casi la parola "angelo/messaggero" è usata da sola, ma è Dio che lo invia, perciò il suo significato è equivalente ad "angelo di Yahweh" o ad "angelo di Dio".
Altre espressioni in cui la parola angelo denota un essere celeste sono: "l'angelo redentore", המלאך הגאל, hamalak haggoel (Genesi 48:16); "l'angelo della presenza (del Signore)", מלאך פניו, malak panaiv (Isaia 63:9); "l'angelo dell'alleanza", מלאך הברית, malakh habrit (Malachia 3:1).

## Utilizzo del termine nelle teofanie
In alcuni passi biblici l'angelo del Signore sembra indistinguibile da Dio stesso. Per esempio un angelo appare a Mosè nel roveto ardente (Esodo 3:1-6), ma parla in prima persona come Dio stesso. In Genesi 31:11-13 l'angelo stesso dichiara di essere un dio. Vi sono diverse spiegazioni (non tutte alternative):

### Interpretazione tradizionale
L'angelo viene tradizionalmente considerato una creatura priva di un corpo materiale e subordinata a Dio. In alcuni testi biblici parla in prima persona, come se fosse Dio, seguendo un uso attribuito ipoteticamente al mondo antico, secondo cui gli ambasciatori avrebbero impersonato quasi come un attore il mandante dell'ambasceria. L'uso del discorso diretto è linguisticamente antecedente quello indiretto: si può quindi presumere anche una tradizione di questo tipo nelle cronache diplomatiche.

### Interpretazione come artificio letterario
La figura dell'angelo viene da alcuni esegeti considerata fittizia e funzionale a proteggere la trascendenza di Dio, che verrebbe messa in questione dagli antropomorfismi connaturati a un colloquio diretto della divinità con un uomo. Approfondendo questa interpretazione S.A. Meier ha proposto una "teoria dell'interpolazione", secondo cui il testo biblico avrebbe anticamente contenuto solo la parola YHWH. Nulla, infatti, cambierebbe nei tempi verbali e nelle altre parti del discorso se le parole "angelo di" venissero omesse. Il loro inserimento sarebbe, appunto, dovuto a una preoccupazione di tutelare l'immagine della trascendenza divina, maturata successivamente alla prima stesura del testo. Questa ipotesi permette di ritenere che il testo originario sia più antico del periodo in cui è storicamente verosimile che la nozione della trascendenza divina inducesse la preoccupazione di evitare antropomorfismi.
Questa interpretazione suggerisce che anche tutte le altre figure di angelo presenti nel testo biblico potrebbero essere interpretate come artifici letterari analoghi.
Una possibile obiezione alla teoria dell'interpolazione di Meier è che essa non spiega come mai il testo sia stato modificato solo in poche decine di casi lasciando invece che in un numero molto maggiore la divinità interagisca senza intermediari con gli uomini.

### Interpretazione cristologica
L'identificazione fra messaggero e divinità venne spiegata da Filone di Alessandria, supponendo che l'angelo del Signore sia il Logos. Numerosi padri della chiesa seguirono questo approccio.

## Nuovo Testamento
Nel Nuovo Testamento la frase greca ἄγγελος Κυρίου (aggelos Kuriou – "angelo del Signore") compare in: Matteo 1,20; 1,24; 2,13; 2,19; 28,2, in Luca 1,11; 2,9 e in Atti 5,19; 8,26; 12,7; 12,23. L'angelo dell'Annunciazione nel vangelo di Luca identifica se stesso con l'arcangelo Gabriele nel successivo versetto 1,19.